# Srenja (Jalen)
Srenja je drama Janeza Jalna, ki je izšla leta 1924 in je druga drama v njegovi trilogiji.

## Vsebina
Jalen je Srenjo označil za igrokaz v štirih dejanjih. Dejanje je postavljeno na Gorenjsko pred prvo svetovno vojno. Posestnik in podjetnik Lovro Pogačar je vdovec z dvema hčerkama, ki se šolata. Gospodinji mu sestra Franica. Lovro Pogačar bi rad razširil svoje podjetje in za ta namen želi odkupiti večji del vaške zemlje v Bobnovcu, da bi si lahko tam postavil električno centralo. Načrte zanjo mu dela inženir Ivan Ržen, ki se je vrnil s študija v Ameriki. Drugi načrt pa dela inženir Franci Gros, ki je sin tovarnarja. Pogačar hoče pridobiti na svojo stran župana, da bi mu s svojim vplivom pomagal pri nakupu Bobnovca, toda del srenje dobi na svojo stran Ržen, ki načrtuje zadrugo, s pomočjo katere bi sam gradil električno centralo. Pogačar bi Ržena rad pridobil s ponudbo ravnateljskega mesta v novi hidrocentrali, toda Ržen se ne da, čeprav izgubi naklonjenost Pogačarjeve starejše hčere Martine. S svojo odločnostjo pa si pridobi simpatijo njegove mlajše hčere Dane. Preobrat se zgodi, ko se Pogačar nepričakovano znajde pred bankrotom in mlajša hči Dana mu celo očita, da je zapravil premoženje, ki ga je priženil. Pogačar se želi ustreliti. Ržen doseže soglasje z Grosom, Pogačar pa izgubi del posesti. Ržen se za gradnjo elektrarne sporazume z županom, v njej pa naj bi Pogačar in hčerka Martina dobila službo. Na koncu se združita Ržen in njegova zvesta podpornica Dana.
Dramski spopad med Pogačarjem in Rženom Jalen gradi predvsem na etičnem temelju in zato pozitivno na koncu tudi zmaga.

## Objava in uprizoritve
Drama je bila leta 1924 objavljena v reviji Dom in svet. Istega leta pa je Jalen z Jugoslovansko knjigarno podpisal tudi pogodbo za ponatis v samostojni knjigi. Jalen je ob natisu Srenje prvič doživel tudi kritično pozornost Josipa Vidmarja. Razlogov, zaradi katerih Jalen Srenje ni spravil na katerega od osrednjih odrov, ne poznamo, vsekakor pa je tudi ta drama uspešno romala po podeželju, kjer se je v tistem času krepilo kulturno posvetno delovanje.